# Turano Lodigiano
Turano Lodigiano (lombardul: Türàn) település Olaszországban, Lombardia régióban, Lodi megyében. Lakosainak száma 1512 fő (2023. január 1.). Turano Lodigiano Bertonico, Cavenago d’Adda, Credera Rubbiano, Mairago, Moscazzano, Secugnago, Terranova dei Passerini és Casalpusterlengo községekkel határos.

## Népesség
A település lakossága az elmúlt években az alábbi módon változott:
| Lakosok száma | 1545 | 1549 | 1512 |
|               | 2017 | 2018 | 2023 |